# Isaías Coelho
Isaías Coelho est une municipalité brésilienne située dans l'État du Piauí.